# Катагоща
Катагоща — река в России, протекает по Хвастовичскому району Калужской области. Левый приток Рессеты.

## География
Река берёт начало неподалёку от села Подбужье. Течёт на юг. Устье реки находится в 83 км от устья Рессеты. Длина реки составляет 16 км, площадь водосборного бассейна — 57,9 км².

## Данные водного реестра
По данным государственного водного реестра России относится к Окскому бассейновому округу, водохозяйственный участок реки — Ока от города Белёв до города Калуга, без рек Упа и Угра, речной подбассейн реки — бассейны притоков Оки до впадения Мокши. Речной бассейн реки — Ока.
Код объекта в государственном водном реестре — 09010100512110000019845.